# Bryce Young
(en) Statistiques sur pro-football-reference
Bryce Christopher Young, né le 25 juillet 2001 à Philadelphie dans l'État de Pennsylvanie aux États-Unis, est un sportif professionnel américain de football américain jouant au poste de quarterback dans la National Football League (NFL) depuis la saison 2023.
Au niveau universitaire, il a joué pendant trois saisons (2020-2022) pour le Crimson Tide représentant l'université de l'Alabama au sein de la NCAA Division I Football Bowl Subdivision (FBS). Au terme de la saison universitaire 2021, il remporte le trophée Heisman. Il établit également le record de son université du plus grand nombre de yards gagnés par un quarterback sur un match (559 yards).
Il se présente à la draft 2023 de la NFL où il est choisi en premier choix global par la franchise des Panthers de la Caroline.

## Biographie

### Jeunesse
Young est né à Philadelphie en Pennsylvanie qu'il quitte pour Pasadena en Californie où il grandit pendant son adolescence. Ainsi, il étudie tout d'abord au lycée Cathedral de Los Angeles (en) et ensuite au lycée Mater Dei (en) de Santa Ana en Californie pour ses deux dernières années,. Au terme de sa dernière saison, il est désigné meilleur joueur offensif par le quotidien USA Today, meilleur joueur de la saison par le Los Angeles Times et il reçoit le prix Gatorade du meilleur joueur de la Californie après avoir gagné 4 528 yards et inscrit 58 touchdowns à la passe. Sur toute sa carrière en lycée, il gagne 13 520 yards et inscrit 152 touchdowns. Cela lui vaut d'être considéré comme une possible recrue cinq étoiles par les spécialistes. Il se lie initialement avec l'université de Californie du Sud (USC), mais il s'engage finalement avec l'université de l'Alabama et son entraîneur Nick Saban,,.

### Carrière universitaire
En début de saison 2020, Young est désigné remplaçant du quarterback junior Mac Jones. Le 26 septembre 2020, il entre en jeu en fin du troisième quart temps lors du match joué contre les Tigers du Missouri au Faurot Field. Il réussit cinq de ses huit passes tentées, gagnant 54 yards à la passe et deux supplémentaires à la course. Il apparaît encore au cours de neuf matchs, comptabilisant en fin de saison 156 yards et un touchdown. Il effectue sa seule action lors du College Football Championship Game 2021 en posant un genou au sol alors qu'il ne reste que 15 secondes à jouer, assurant la victoire d'Alabama 52 à 24 contre les Buckeyes d'Ohio State.
Il est désigné titulaire le 4 septembre 2021 et remporte 44 à 13 le match joué contre les Hurricanes de Miami (classés no 14 à l'époque) en gagnant 344 yards et en inscrivant quatre touchdowns à la passe. Le 20 novembre contre les Razorbacks de l'Arkansas, Young gagne 559 yards à la passe, établissant le nouveau record de son université du nombre de yards gagnés par la passe sur un match, battant l'ancien record détenu par Scott Hunter.
Après la fin de la saison 2021, Young devient le premier quarterback d'Alabama à remporter le Trophée Heisman,.

### Carrière professionnelle
Le 28 avril 2023, Young est sélectionné lors du premier choix de la draft 2023 de la NFL par la franchise des Panthers de la Caroline. Pour ce faire, les Panthers, qui avaient à l'origine le 9e choix de la draft, ont échange aux Bears de Chicago, ce choix de premier tour, le wide receiver D. J. Moore ainsi que d'autres choix de draft. Le 21 juillet 2023, Young signe son contrat rookie de quatre ans pour un montant de 37,9 millions de dollars US
Il fait ses débuts professionnels dans la NFL le 10 septembre 2023 lors du match perdu contre les Falcons d'Atlanta. Il y inscrit son premier touchdown à la suite d'une passe réussie vers le tight end Hayden Hurst mais se fait également intercepter à deux reprises par le safety Jessie Bates.

## Statistiques
| Année       | Équipe                    | Statut      | MJ |         | Passes   | Passes | Passes | Passes | Passes | Passes | Passes  |       | Courses | Courses | Courses | Courses |  | Sacks | Sacks |
| Année       | Équipe                    | Statut      | MJ | Tentées | Réussies | Pct.   | Yards  | TD     | Int.   | Éval.  | Tentées | Yards | Moy.    | TD      | Nb.     | Yards   |  |       |       |
| 2020        | Crimson Tide de l'Alabama | Fr.         | 07 | 022     | 013      | 59,1   | 0156   | 01     | 0      | 133,7  | 9       | -23   | -2,6    | 0       | 0,5     | 0       |  |       |       |
| 2021        | Crimson Tide de l'Alabama | So.         | 15 | 547     | 366      | 67,0   | 4 872  | 47     | 7      | 167,4  | 81      | 49    | 0,6     | 3       | 0,0     | 0       |  |       |       |
| 2022        | Crimson Tide de l'Alabama | Jr.         | 12 | 380     | 245      | 64,5   | 3 328  | 32     | 5      | 163,2  | 49      | 185   | 3,8     | 4       | 0,0     | 0       |  |       |       |
| Totaux NCAA | Totaux NCAA               | Totaux NCAA | 34 | 949     | 624      | 66,7   | 8 356  | 80     | 12     | 165,0  | 139     | 162   | 1,2     | 7       | 0,5     | 0       |  |       |       |

| Taille               | Poids          | Bras           | Main          | Sprint   | Sprint   | Sprint   | Shuttle 20 yards | 3 cones drill | Détente   | Détente     | Développé couché | Test Wonderlic |
| Taille               | Poids          | Bras           | Main          | 40 yards | 10 yards | 20 yards | Shuttle 20 yards | 3 cones drill | verticale | horizontale | Développé couché | Test Wonderlic |
| 1,78 m (5 ft 10⅛ in) | 93 kg (204 lb) | 77 cm (30½ in) | 25 cm (9¾ in) | -        | -        | -        | -                | -             | -         | -           | -                | -              |

## Trophées, records et récompenses

### High school (lycée)
- Joueur de l'année par l'U.S. Army (en) (2019) ;
- Joueur offensif de l'année par USA Today (2019) ;
- Sélectionné dans la première équipe All-America par le magazine USA Today (2019).

### NCAA
- Vainqueur du College Football Championshil Game 2021 (saison 2020) ;
- Vainqueur du Trophée Heisman (saison 2021) ;
- Vainqueur du Maxwell Award (2021) ;
- Vainqueur du Davey O’Brien Award (2021) ;
- Vainqueur du Manning Award (2021) ;
- Meilleur joueur universitaire de la saison par l'Associated Press (2021) ;
- Meilleur joueur universitaire de la saison par le Sporting News (2021) ;
- Désigné All-American à l'unanimité (2021) ;
- Meilleur joueur offensif de la saison en Southeastern Conference (SEC) (2021) ;
- MVP de la finale de conférence SEC (2021) ;
- Sélectionné dans l'équipe type de la SEC (2021).

## Vie privée
Young est Chrétien et fils de Craig et de Julie Young.